# Зигмонди (лунный кратер)
Кратер Зигмонди (лат. Zsigmondy) — большой древний ударный кратер в северном полушарии обратной стороны Луны. Название присвоено в честь австро-венгерского и немецкого химика, лауреата Нобелевской премии по химии, Рихарда Зигмонди (1865—1929); утверждено Международным астрономическим союзом в 1976 г. Образование кратера относится к нектарскому периоду.

## Описание кратера
Ближайшими соседями кратера являются кратер Дайсон на западе; кратер Смолуховский на востоке; кратер Омар Хайям, примыкающий к юго-восточной части кратера Зигмонди (в свою очередь, кратер Омар Хайям располагается внутри огромного кратера Почобут) и кратер Эллисон на юге-юго-западе. Селенографические координаты центра кратера 59°31′ с. ш. 105°18′ з. д. / 59,52° с. ш. 105,3° з. д., диаметр 66,9 км, глубина 2,7 км.
За длительное время своего существования кратер значительно разрушен и имеет полигональную форму. Своей западной частью кратер перекрывает сателлитный кратер Зигмонди S (см. ниже). Западный участок вала перекрыт чашеобразным кратером, южная и юго-восточная часть вала перекрыта группой кратеров. Высота вала над окружающей местностью достигает 1250 м , объем кратера составляет приблизительно 3 700 куб.км.. Дно чаши сравнительно ровное, имеется небольшой центральный пик. На юго-западе от кратера расположено приметное скопление кратеров.

## Сателлитные кратеры
| Зигмонди | Координаты                                              | Диаметр, км |
| -------- | ------------------------------------------------------- | ----------- |
| A        | 62°29′ с. ш. 102°25′ з. д. / 62,48° с. ш. 102,42° з. д. | 61,2        |
| S        | 59°22′ с. ш. 107°17′ з. д. / 59,36° с. ш. 107,28° з. д. | 66,8        |
| Z        | 61°53′ с. ш. 105°31′ з. д. / 61,88° с. ш. 105,51° з. д. | 23,7        |

- Образование сателлитного кратера Зигмонди A относится к нектарскому периоду[1].
- Образование сателлитного кратера Зигмонди S относится к донектарскому периоду[1].

## См.также
- Список кратеров на Луне
- Лунный кратер
- Морфологический каталог кратеров Луны
- Планетная номенклатура
- Селенография
- Минералогия Луны
- Геология Луны
- Поздняя тяжёлая бомбардировка